# Gozdarjenje s helikopterjem
Gozdarjenje s helikopterjem ali heli-gozdarjenje (angleško Heli-Logging) je gozdarjenje, pri katerem se uporablja helikopter za transport posekanih dreves. Helikopter preveža hlode s pomočjo dolgega kabla, na konuc katerega so nameščene klešče.Ta način se uporablja na odmaknjenih lokacijah, kjer ni možen drug način transporta. Slabost tega načina gozdarjenja so precej večji operativni stroški, zato se večinoma uporablja za pri sečnji visokokakovostnega lesa. 